# Cilus gilberti
Cilus gilberti is een  straalvinnige vissensoort uit de familie van ombervissen (Sciaenidae). De wetenschappelijke naam van de soort is voor het eerst geldig gepubliceerd in 1899 door Abbott.
De soort staat op de Rode Lijst van de IUCN als Onzeker, beoordelingsjaar 2007.